# Pseudomyrmex nigrocinctus
Pseudomyrmex nigrocinctus is een mierensoort uit de onderfamilie van de Pseudomyrmecinae. De wetenschappelijke naam van de soort is voor het eerst geldig gepubliceerd in 1890 door Emery.